# Tjuckgrundet
Tjuckgrundet är en klippa i Finland.   Den ligger i kommunen Kimitoön i den ekonomiska regionen  Åboland  och landskapet Egentliga Finland, i den södra delen av landet, 150 km väster om huvudstaden Helsingfors.
Terrängen runt Tjuckgrundet är mycket platt.  Närmaste större samhälle är Dragsfjärd, 17,5 km nordost om Tjuckgrundet. 